# Banale Tage
Banale Tage ist ein Spielfilm der DEFA von Peter Welz aus dem Jahr 1992 nach der gleichnamigen Erzählung von Michael Sollorz.

## Handlung
Ost-Berlin, Ende der siebziger Jahre. Der sechzehnjährige Schüler Michael, Sohn des Dramaturgen Peter Wagner und der Werkzeugmacherlehrling Thomas, aus einem einfachen Elternhaus sind Freunde. Sie lernten sich kennen, als sie nach dem Besuch einer Diskothek in der letzten Straßenbahn keinen Platz mehr fanden, sich zu Fuß auf den Heimweg machten und schließlich bei Michael zu Hause landeten. Hier redeten sie lange über Gott und die Welt, und aus dieser Begegnung entstand eine Freundschaft zwischen den unterschiedlichen Jungen, verbunden durch den gemeinsamen Wunsch, dem Mief in Elternhaus, Schule und Betrieb zu entfliehen. Ihr Aufbegehren ist ein grotesker Trip durch den banalen Alltag. Michael bekommt Ärger in seiner Schule, als man verbotene Literatur bei ihm findet. Sein Vater regelt das Problem auf seine Weise: Er geht mit der Direktorin ins Bett.
Thomas streitet sich ständig mit seinem Lehrmeister, verfasst Flugblätter, die keinen Sinn ergeben und bricht in eine leerstehende Wohnung ein, um sie mit Michael zu besetzen; der ist jedoch zeitgleich mit seiner ersten Liebesnacht beschäftigt. Bei dem Versuch, sich im kirchlichen Untergrund zu arrangieren, geraten sie erstmals in das Blickfeld der Staatssicherheit. Michaels Vater bringt ein neues, kritisches Stück auf die Bühne, das Thomas jedoch lächerlich findet. Bei der Premierenfeier legt sich Thomas mit einem bei der Vorstellung anwesenden Minister an und wird am nächsten Tag auf seiner Arbeitsstelle verhaftet. Kein Mensch weiß, wo er sich jetzt befindet. Michael sucht seinen Freund, als er von einer überraschenden Fahrt mit seinem Vater an die Ostsee zurückkommt. Zum Schluss entpuppt sich die Filmhandlung selbst als Inszenierung.

## Produktion und Veröffentlichung
Banale Tage wurde vom DEFA-Studio Babelsberg GmbH (Potsdam–Babelsberg) (Künstlerischen Arbeitsgruppe „DaDaeR“) in Farbe gedreht. Die Dreharbeiten fanden von Juni bis August 1990 statt. Der Film wurde am 25. Februar 1991 während der Berlinale voraufgeführt und hatte am 24. Januar 1992 im Berliner Kino Babylon Premiere.
2020 erschien der Film in der Reihe DEFA-Wendejugend zusammen mit Verbotene Liebe von Helmut Dziuba bei Absolut Medien auf DVD.

## Kritik
Das Lexikon des internationalen Films schrieb: „Surrealistisch inspiriertes Langmetrage-Debüt des Regisseurs Peter Welz, sichtlich von den grotesken Bilderwelten des Theatermachers Frank Castorf geprägt, in dessen Berliner Volksbühne der Film zum Teil spielt.“

## Auszeichnungen
- 1991: Filmfestival Max Ophüls Preis (Preis der Interfilm-Jury)